# Milan Bubák
Milan Bubák (20. července 1924, Úpice, okres Trutnov – 8. října 1990, Hradec Králové) byl český malíř a grafik.

## Život
Vyučil se knihařem a mezi lety 1945–1949 studoval na Státní grafické škole v Praze. Mezi jeho učitele patřili Josef Solar, Miloš Kesl, Svatopluk Klír nebo Rudolf Beneš. Na škole se poznal s Vladimírem Boudníkem, se kterým se v dalších letech přátelil.
Malířství a grafice se věnoval zejména ve volném čase, jinak pracoval postupně v tiskárně v Červeném Kostelci, ve Východočeských papírnách v Novém Městě nad Metují, v Texlenu Trutnov a ateliéru v Červeném Kostelci jako návrhář.

## Dílo
Těžiště Bubákovy tvorby spočívá v krajinomalbě. Za náměty se nejčastěji vydával do rodné podkrkonošské krajiny.
Postupně směřoval ke svému ojedinělému stylu, ve kterém kombinoval kvaš, akvarelovou nebo temperovou malbu, kresbu pastelkami či barevnými křídami nebo monotyp s pérovou, případně štětcovou kresbou – s konturováním a šrafováním černou tuší. Neusiloval o realistické, detailní zobrazení krajiny. V jeho pracích se objevují krajiny realitou toliko inspirované, krajiny imaginární, magické, krajiny poetické. Vyzařuje z nich klid, vyrovnanost, soulad, někdy též smutek a osamělost.
Postupně byl členem pražského Spolku výtvarných umělců Marold, Sdružení výtvarných umělců severočeských, Výtvarného klubu při červenokostelecké Osvětové besedě, Výtvarné skupiny 3M a Skupiny neprofesionálních výtvarníků při Lidové škole umění B. Smetany v Novém Městě nad Metují.

## Samostatné výstavy
- 1952 – Červený Kostelec, Výstavní síň U Zlatého klíče (s Karlem Kratochvílem)
- 1959 – Trutnov, Městské muzeum, březen (s Karlem Kratochvílem)
- 1959 – Úpice, Kulturní dům, květen (s Karlem Kratochvílem)
- 1962 – Žacléř, Kulturní dům, květen (s Karlem Kratochvílem)
- 1964 – Hronov, Jiráskovo divadlo, listopad (s Ivo Švorčíkem)
- 1964 – Červený Kostelec, Divadlo J. K.Tyla, prosinec (s Ivo Švorčíkem)
- 1966 – Červený Kostelec, Divadlo, 30.4.–30.5. (s J. Toelgem a J. Vokounem)
- 1967 – Police nad Metují, Stromy a člověk, Výstavní síň kláštera, 23.4.–14.5. (s Miroslavem Polákem)
- 1970 – Červený Kostelec, Městská knihovna, únor – březen
- 1970 – Nové Město nad Metují, Krajina, etáž Galerie Sdruženého závodního klubu, duben
- 1982 – Radvanice v Čechách, Kulturní dům, duben – květen
- 1985 – Nové Město nad Metují, Městská knihovna, 5.8.–30.8.
- 1986–1987 – Nové Město nad Metují, Lidová škola umění, září 1986 – duben 1987
- 1998 – Česká Skalice, Výběr celoživotní výtvarné tvorby, Výstavní síň Muzea Boženy Němcové a Textilního muzea, 1.5.–7.6.
- 1999 – Náchod – SVGVUN (Státní galerie výtvarného umění v Náchodě) – Malá výstavní síň, 23.4.–20.6.1999
- 1999 – Úpice – Městské muzeum v Úpici, duben – září 1999
- 2000 – Broumov – Městská knihovna a oddělení kultury v Broumově – Výstavní síň staré radnice, leden – únor 2000
- 2000 – Červený Kostelec – Městská knihovna a Městské kulturní středisko v Červeném Kostelci – Městská výstavní síň, březen – duben
- 2000 – Trutnov – Galerie města Trutnova, duben – květen 2000

## Účast na výstavách
Zúčastnil se téměř sedmi desítek výstav, a to nejen v městech jeho rodného kraje, ale kupříkladu i ve Vamberku, Chrudimi, Hradci Králové, Praze, Šumperku, Ostravě-Porubě či v polské Vratislavi (1974). V roce 1963 putovaly jeho práce s červenokosteleckým národopisným souborem Hadař i do Saint-Étienne ve Francii. Poprvé vystavoval roku 1944 (v Hradci Králové), naposledy roku 1990 (na 7. náchodském výtvarném podzimu ve Státní galerii výtvarného umění v Náchodě). V letech 1949 a 1950 se zúčastnil dvou členských výstav Spolku výtvarných umělců Marold ve spolkové výstavní síni v Klimentské ulici v Praze, v letech 1951–1958 členských výstav Výtvarného klubu při Osvětové besedě v Červeném Kostelci, uspořádaných jednou v Základní škole na Bohdašíně (1951) a osmkrát ve Výstavní síni U Zlatého klíče v Červeném Kostelci.

### Výstavy skupiny 3M
- 1969 – Police nad Metují, Krajina a člověk, Výstavní síň kláštera, 1.5.-18.5.
- 1971 – Police nad Metují, Výstavní síň kláštera, 1.5.-23.5.
- 1973 – Police nad Metují, Tváře života, Výstavní síň kláštera, 29.4.-20.5.
- 1975 – Police nad Metují, Výstavní síň kláštera, 22.6.-13.7. (u příležitosti desetiletého trvání skupiny)
- 1978 – Police nad Metují, Výstavní síň kláštera, 22.4.-7.5.

### Výstavy skupiny neprofesionálních výtvarníků při LŠU B.Smetany v Novém Městě nad Metují
- 1985 – Nové Město nad Metují, Švédská síň státního zámku, 27.6.-15.8.
- 1986 – Nové Město nad Metují, My a děti, Švédská síň státního zámku, 4.7.-29.8.
- 1987 – Nové Město nad Metují, Švédská síň státního zámku, 10.7.-25.8.
- 1988 – Nové Město nad Metují, Švédská síň státního zámku, 15.7.-30.8.
- 1989 – Nové Město nad Metují, Švédská síň státního zámku, 6.5.-25.6.
- 1990 – Nové Město nad Metují, Švédská síň státního zámku, 13.7.-28.8.
- 1995 – Nové Město nad Metují, Výstavní síň České spořitelny (posmrtná účast u příležitosti připomínky deseti let trvání skupiny), 6.4.-30.4.